# Meisterdieb
Ein Meisterdieb ist ein häufiges Narrativ in Literatur und Film.

## Narrativ
Der Meisterdieb ist ein besonders listiger und mutiger Dieb. Erzählungen über Meisterdiebe lassen sich bereits in Antike und Mittelalter nachweisen. Die Enzyklopädie des Märchens schreibt:

„Meisterdieb: The Master Thief bezeichnet als Oberbegriff einen Zyklus von Diebs- und Schelmenschwänken. Je nach Funktion kann der Protagonist ein kunstfertiger Dieb, ein Betrüger, Räuber, Trickster oder Aufschneider sein. Bei aller Heterogenität innerhalb des Schwankkomplexes ist der Meisterdieb vorwiegend positiv gezeichnet. Er hat seinen Diebsberuf wie ein rechtschaffener Handwerker gelernt und ist vom Lehrjungen durch ein Probestück zunächst zum Gesellen und schließlich zum Meister avanciert.“

Der Meisterdieb ist tendenziell eine positiv konnotierte Figur. Er ist Sympathieträger, der Rezipient soll sich „über gelungene Streiche amüsieren“. Moralische Aspekte werden vernachlässigt und es dominieren „das Vergnügen an List und Geschicklichkeit des Diebes oder gar unverhohlene Bewunderung für den Meisterdieb, der seine Tricks als Kunststücke auffasst und in typisch schwankhafter Übertreibung Unmögliches möglich macht“.
Der Meisterdieb ist in der heutigen Darstellung meist männlich, zwischen 40 und 55 Jahren alt, gutaussehend, charmant, wohlhabend, ein weltgewandter Gentleman, der ein Doppelleben führt. Er ist seinen Gegenspielern stets ein Stück überlegen. Im Gegensatz zum klassischen Dieb stiehlt er selten Geld, sondern Kunstwerke, Schmuck oder wertvolle Einzelstücke. Oft stiehlt er nicht zum Verkauf, sondern weil er selber sammelt. Der Meisterdieb arbeitet in aller Regel gewaltfrei, er stiehlt nur, verletzt oder tötet dabei aber niemanden. Zudem sind die Opfer oft nicht personifiziert, sondern Banken, Casinos, Juweliere oder Museen.
Eine Variation des Meisterdieb-Narrativs stellen die sogenannten Heist-Movies dar, die die Planung und Durchführung eines Raubs aus der Sicht der Täter zeigen. Im Gegensatz zum allein arbeitenden Meisterdieb steht hier oft eine Gruppe von Dieben im Zentrum der Handlung, Rivalitäten und gegenseitiger Verrat sind Teil des Genre. 

## Beispiele

### Belletristik
- Bereits Herodot erzählt in seinen Historien die Novelle vom Meisterdieb, in der zwei Diebe den ägyptischen König Rhampsinitos bestehlen (siehe: Rhampsinitos#Rhampsinit und der Meisterdieb).
- Im 10. Jahrhundert findet sich das Meisterdieb-Narrativ beim arabischen Geschichtsschreiber al-Masʿūdī.[2]
- Vom italienischen Märchensammler Giovanni Francesco Straparola (1480–1558) sind die Märchen Der Meisterdieb sowie Der Dieb Cassandrino überliefert.
- Johann Peter Hebel schrieb für die Kalenderjahrgänge des Rheinländischen Hausfreunds acht Meisterdiebgeschichten.
- Von Straparola übernahmen die Brüder Grimm das Motiv und verarbeiteten es im Plattdeutschen Märchen De Gaudeif un sien Meester.
- 1843 veröffentlichte Moriz Haupt das Märchen Der Meisterdieb. Es wurde von den Brüdern Grimm 1843 und von Ludwig Bechstein 1845 übernommen. Es gibt mindestens drei auf dem Märchen basierende Filme, darunter Der Meisterdieb (1978) und Der Meisterdieb (2010).
- Zwischen 1905 und 1935 verfasste  Maurice Leblanc 20 Romane über den Meisterdieb Arsène Lupin, es folgten zahlreiche Filme (siehe unten).
- Bilbo Beutlin aus Der Hobbit von 1937 vom Autor J. R. R. Tolkien
- Band 96 der Jugendbuchserie TKKG trägt den Titel Der Meisterdieb und seine Feinde. Es existiert ein gleichnamiges Hörspiel.
- Erstmals 1978 erschien in der Reihe Tina und Tini die Geschichte Tina und Tini überlisten den Meisterdieb.
- 2002 erschien in der Reihe Die drei ??? der Band Das Erbe des Meisterdiebs. Der verstorbene Kunstsammler und „Gentleman unter den Dieben“ Victor Hugenay ist eine wiederkehrende Figur in der Buchreihe.
- Tess Gerritsen schrieb 2005 den Roman Die Meisterdiebin.
- Aus dem Jahr 2011 stammt der Roman Die Hure und der Meisterdieb von Bettina Szrama.
- Jan Beinßen veröffentlichte 2013 Die Meisterdiebe von Nürnberg.

### Filme und Serien
- Es existieren zahlreiche Verfilmungen der Abenteuer von Arsène Lupin, darunter Arsene Lupin, der König der Diebe (1932) und Arsène Lupin – Der König unter den Dieben (2004).
- In Österreich wurde der Film Schatten der Unterwelt (1935) unter dem Titel Der Meisterdieb vertrieben.
- Im Film Der rosarote Panther (1963) erscheint als Antagonist der Meisterdieb „Das Phantom“, hinter dem sich der ein Doppelleben führende britische Adelige Sir Charles Lytton verbirgt.
- 1991 verkörperte Bruce Willis einen aus der Haft freigelassenen Meisterdieb in Hudson Hawk – Der Meisterdieb.
- Der Film Der General von 1998 ist in Deutschland unter dem Titel Der Meisterdieb von Dublin bekannt.
- Von 2009 bis 2014 spiele Matthew Bomer den Meisterdieb Neal Caffrey in der Serie White Collar.
- Die Zeichentrickserie Carmen Sandiego erzählt in vier Staffeln die Geschichte der gleichnamigen Meisterdiebin.
- Der französische Heist-Movie Der Meisterdieb und seine Schätze erschien 2017.
- Lose basierend auf der Figur des Arsène Lupin spielt Omar Sy seit 2021 einen Meisterdieb in der Netflix-Serie Lupin.

### Videospiele
- Das Computerspiel Dark Project: Der Meisterdieb legte 1998 die Grundlage für die vierteilige Thief-Computerspielreihe.
- Der Waschbär Sly Cooper ist ein Meisterdieb in der gleichnamigen Videospielserie. Zwischen 2002 und 2013 erschienen vier Titel.
- Im Computerspiel Warframe erlaubt die Fähigkeit Meisterdieb das Öffnen verschlossener Schränke.

### Sonstiges
- Die Mittelalter-Rock-Band Schandmaul veröffentlichte 2019 auf dem Album Artus das Lied Der Meisterdieb.

## Trivia
- Der Kanadier Gerald Blanchard wurde von den Medien nach seiner Verhaftung als „Meisterdieb“ und „Gentleman-Dieb“ bezeichnet.